# Castelo de Belvís de Monroy
O Castelo de Belvís de Monroy é um castelo medieval localizado em Belvís de Monroy, na Espanha. Tem uma longa história, que começou no século XIII. Localizado na parte centro-oeste da Espanha, a sua sobrevivência por períodos estilisticamente contrastantes da história resultou num projeto arquitectónico esteticamente ecléctico. É considerado património cultural e também um destino turístico.